# Nati nel 1967/Aprile
| Questa pagina contiene informazioni ricavate automaticamente dalle voci biografiche con l'ausilio del template Bio e di un bot. L'aggiornamento è periodico e automatico e ricostruisce completamente la pagina. Se manca una persona in questa lista, sei pregato di non aggiungerla, ma accertati piuttosto che la sua voce biografica contenga il template Bio e che i dati anagrafici siano correttamente compilati. Se il template Bio manca, inseriscilo tu stesso o, in alternativa, metti l'avviso {{tmp\|Bio}} che ne segnala la mancanza. Se i dati riportati sono sbagliati, correggi direttamente la voce biografica; le modifiche saranno visibili in questa lista entro pochi giorni. Per chiarimenti vedi il progetto biografie. La lista contiene solo le 279 persone che sono citate nell'enciclopedia e per le quali è stato implementato correttamente il template Bio. Pagina aggiornata al 18 ago 2025. |

- 1º aprile - Phil Demmel, chitarrista statunitense
- 1º aprile - Hamid Estili, allenatore di calcio e ex calciatore iraniano
- 1º aprile - Tomonobu Itagaki, autore di videogiochi giapponese
- 1º aprile - Yoshihiro Nishimura, regista, truccatore e effettista giapponese
- 1º aprile - Enrico Onofri, direttore d'orchestra italiano
- 1º aprile - Cevdet Yılmaz, politico turco
- 2 aprile - Paolo Cioni, scrittore e editore italiano
- 2 aprile - Renée Estevez, attrice statunitense
- 2 aprile - Ali Koç, imprenditore turco
- 2 aprile - Jerzy Kołodziejczak, ex cestista polacco
- 2 aprile - Marcel Langenegger, regista, attore e produttore cinematografico svizzero († 2015)
- 2 aprile - Massimiliano Papi, regista italiano
- 2 aprile - Prince Paul, produttore discografico, disc jockey e beatmaker statunitense
- 2 aprile - Vasilij Savin, ex combinatista nordico sovietico
- 3 aprile - Pervis Ellison, ex cestista statunitense
- 3 aprile - Davide Gariglio, politico italiano
- 3 aprile - Kathrin Haacker, ex canottiera tedesca
- 3 aprile - Jacek Huchwajda, ex schermidore tedesco
- 3 aprile - Cristi Puiu, regista e sceneggiatore romeno
- 3 aprile - Mark Skaife, pilota automobilistico e dirigente sportivo australiano
- 3 aprile - Debbie Slimmon, ex cestista australiana
- 3 aprile - Lilija Vasil'eva, ex fondista russa
- 4 aprile - Francesco Bulckaen, doppiatore italiano
- 4 aprile - Juli Furtado, ex mountain biker, ciclista su strada e sciatrice alpina statunitense
- 4 aprile - Ronald Hoop, ex calciatore olandese
- 4 aprile - Edith Masai, ex mezzofondista e maratoneta keniota
- 4 aprile - Giōrgos Maurōtas, ex pallanuotista greco
- 4 aprile - Vickie Orr, ex cestista statunitense
- 4 aprile - David Perry, autore di videogiochi e imprenditore britannico
- 4 aprile - David Pittu, attore statunitense
- 5 aprile - Joaquim Manuel Aguiar Serafim, ex calciatore e allenatore di calcio portoghese
- 5 aprile - Giancarlo Catarsi, scrittore italiano
- 5 aprile - Aubin Hueber, ex rugbista a 15 e allenatore di rugby a 15 francese
- 5 aprile - Erland Johnsen, allenatore di calcio e ex calciatore norvegese
- 5 aprile - Antonio Lombardi, imprenditore italiano
- 5 aprile - Maria Noon, ex cestista neozelandese
- 5 aprile - Bianca Poggianti, astronoma italiana
- 5 aprile - Carolyn Suzanne Sapp, modella statunitense
- 5 aprile - Franck Silvestre, ex calciatore francese
- 5 aprile - Markus Wuckel, ex calciatore tedesco orientale
- 6 aprile - Chantal Bournissen, ex sciatrice alpina svizzera
- 6 aprile - Baciro Candé, allenatore di calcio e ex calciatore guineense
- 6 aprile - Emma Dante, regista, attrice teatrale e drammaturga italiana
- 6 aprile - Derrick Fenner, ex giocatore di football americano statunitense
- 6 aprile - Andrej Evgen'evič Ivanov, calciatore sovietico († 2009)
- 6 aprile - Andreas Pöder, politico italiano
- 6 aprile - José Sinval, allenatore di calcio e ex calciatore brasiliano
- 6 aprile - Ralf Socher, ex sciatore alpino canadese
- 6 aprile - Veniamin Tajanovič, ex nuotatore sovietico
- 6 aprile - Salvatore Termini, attore italiano
- 6 aprile - Diego Valverde Villena, poeta e saggista spagnolo
- 7 aprile - Alex Christensen, compositore, produttore discografico e disc jockey tedesco
- 7 aprile - Antonio Dimitri, militare italiano († 2000)
- 7 aprile - Mark Elrick, ex calciatore neozelandese
- 7 aprile - Rolf Franke, ex cestista e allenatore di pallacanestro olandese
- 7 aprile - Bodo Illgner, ex calciatore tedesco
- 7 aprile - Sjarhej Jaromka, allenatore di calcio e ex calciatore bielorusso
- 7 aprile - María Elena León, ex cestista cubana
- 7 aprile - Rob Mulders, ciclista su strada olandese († 1998)
- 7 aprile - Jim Paek, allenatore di hockey su ghiaccio e ex hockeista su ghiaccio sudcoreano
- 7 aprile - Robert Mark Pipta, vescovo cattolico statunitense
- 7 aprile - Ewa Portianko, ex cestista polacca
- 7 aprile - Steve Wisniewski, ex giocatore di football americano e allenatore di football americano statunitense
- 8 aprile - Luigi Castiglione, ex pugile italiano
- 8 aprile - Robertas Fridrikas, ex calciatore lituano
- 8 aprile - Yasuhiro Nightow, fumettista giapponese
- 8 aprile - Andrea Nuti, ex velocista italiano
- 8 aprile - Beda Romano, giornalista e scrittore italiano
- 8 aprile - Pierre Taki, cantante e attore giapponese
- 8 aprile - Kazunari Tanaka, doppiatore giapponese († 2016)
- 8 aprile - Alessandra Terrosi, politica italiana
- 9 aprile - Fathi Abdel-Aziz, ex cestista egiziano
- 9 aprile - Sam Harris, filosofo, saggista e neuroscienziato statunitense
- 9 aprile - Michail Koščeev, ex giocatore di calcio a 5 russo
- 9 aprile - Gabriel Mendy, vescovo cattolico gambiano
- 9 aprile - Wang Tao, ex calciatore cinese
- 10 aprile - Burt Grossman, ex giocatore di football americano statunitense
- 10 aprile - Nick Santora, scrittore, sceneggiatore e produttore televisivo statunitense
- 10 aprile - Petra van Schaik, ex cestista olandese
- 10 aprile - Stefano Vaccari, politico italiano
- 10 aprile - Marty Walsh, politico statunitense
- 11 aprile - Pablo Albano, ex tennista argentino
- 11 aprile - Sandy Chambers, cantante britannica
- 11 aprile - Dilene Ferraz, cantante brasiliana
- 11 aprile - Davide Manuli, regista e attore italiano
- 11 aprile - Pernette Osinga, ex schermitrice olandese
- 11 aprile - Vidal Sanabria, ex calciatore paraguaiano
- 11 aprile - Demetrio Sartorio, produttore discografico italiano
- 11 aprile - Wendel Suckow, ex slittinista statunitense
- 12 aprile - Andrea Ballarè, politico italiano
- 12 aprile - Emma Bezos, ex cestista spagnola
- 12 aprile - Fabio Cavazzana, giocatore di biliardo italiano
- 12 aprile - Sarah Cracknell, cantautrice britannica
- 12 aprile - Shinkichi Kikuchi, allenatore di calcio e ex calciatore giapponese
- 12 aprile - Dominic Kirui, ex mezzofondista keniota
- 12 aprile - Mellow Man Ace, rapper statunitense
- 12 aprile - Martin Schmidt, dirigente sportivo e allenatore di calcio svizzero
- 12 aprile - Rolf Sele, ex calciatore liechtensteinese
- 12 aprile - Michael Wiseman, attore statunitense
- 12 aprile - Nicolae Țaga, ex canottiere rumeno
- 13 aprile - Capleton, cantante giamaicano
- 13 aprile - Dana Barros, ex cestista e allenatore di pallacanestro statunitense
- 13 aprile - Salvatore Giunta, allenatore di calcio e ex calciatore italiano
- 13 aprile - Evgenij Mochorev, fotografo russo
- 13 aprile - Simon Paisley Day, attore britannico
- 13 aprile - Juan Sabas, allenatore di calcio e ex calciatore spagnolo
- 13 aprile - Marek Solarczyk, vescovo cattolico polacco
- 13 aprile - Olga Tañón, cantante e chitarrista portoricana
- 14 aprile - Nicola Berti, ex calciatore italiano
- 14 aprile - Kate Bohner, giornalista e scrittrice statunitense
- 14 aprile - Alessandro Finelli, allenatore di pallacanestro italiano
- 14 aprile - Natale Galletta, cantautore italiano
- 14 aprile - Barrett Martin, batterista statunitense
- 14 aprile - Christian Peintinger, allenatore di calcio e ex calciatore austriaco
- 14 aprile - Sergio Valdeolmillos, allenatore di pallacanestro spagnolo
- 14 aprile - Javier Valdez Cárdenas, giornalista e scrittore messicano († 2017)
- 14 aprile - Julia Zemiro, conduttrice televisiva, conduttrice radiofonica e attrice australiana
- 14 aprile - Jaime de la Pava, allenatore di calcio colombiano
- 15 aprile - Stefania Aloia, giornalista italiana
- 15 aprile - Ulrich Brand, economista tedesco
- 15 aprile - İrfan Buz, allenatore di calcio e ex calciatore turco
- 15 aprile - Orhan Çıkırıkçı, allenatore di calcio e ex calciatore turco
- 15 aprile - France Gareau, ex velocista canadese
- 15 aprile - Massimo Giudice, allenatore di hockey su pista e ex hockeista su pista italiano
- 15 aprile - Razija Mujanović, ex cestista bosniaca
- 15 aprile - Don Murphy, produttore cinematografico, regista e attore statunitense
- 15 aprile - Kamil Novák, ex cestista ceco
- 15 aprile - Frankie Poullain, bassista britannico
- 15 aprile - Dara Torres, ex nuotatrice statunitense
- 15 aprile - Simone Velzeboer, ex pattinatrice di short track olandese
- 16 aprile - Ángel Luis Alcázar, ex calciatore e allenatore di calcio spagnolo
- 16 aprile - Dave Barnett, allenatore di calcio e ex calciatore inglese
- 16 aprile - Paolo Cagnan, giornalista e scrittore italiano
- 16 aprile - Lamberto Cesaroni, produttore discografico italiano
- 16 aprile - Patrick Galbraith, ex tennista statunitense
- 16 aprile - Ivica Marić, ex cestista e allenatore di pallacanestro croato
- 16 aprile - Sarah Vine, giornalista britannica
- 16 aprile - Yu Bin, goista cinese
- 17 aprile - Leslie Bega, attrice statunitense
- 17 aprile - Matt Chamberlain, batterista statunitense
- 17 aprile - Henry Ian Cusick, attore britannico
- 17 aprile - Kimberly Elise, attrice statunitense
- 17 aprile - Timothy Gibbs, attore statunitense
- 17 aprile - Giuseppe Girgenti, filosofo italiano
- 17 aprile - Emmanuel Itier, attore, regista e produttore cinematografico francese
- 17 aprile - Roger Johansson, ex hockeista su ghiaccio svedese
- 17 aprile - Ian Jones, ex rugbista a 15 e conduttore televisivo neozelandese
- 17 aprile - Birgitta Jónsdóttir, politica e anarchica islandese
- 17 aprile - Sergio Mannironi, ex sollevatore italiano
- 17 aprile - Liz Phair, cantante, compositrice e chitarrista statunitense
- 17 aprile - Nadežda Talanova, ex biatleta russa
- 17 aprile - Roman Torn, ex sciatore alpino canadese
- 18 aprile - Maria Bello, attrice statunitense
- 18 aprile - Giovanni Boccia Artieri, sociologo e saggista italiano
- 18 aprile - Fabio Caressa, giornalista, telecronista sportivo e conduttore televisivo italiano
- 18 aprile - Stefano Maria Gallo, regista e autore televisivo italiano
- 18 aprile - Loui Jover, pittore australiano
- 18 aprile - Murat Niyazov, politico turkmeno
- 18 aprile - Dan Sahlin, ex calciatore svedese
- 18 aprile - Pierpaolo Sepe, regista teatrale italiano
- 18 aprile - Todd Terry, disc jockey statunitense
- 18 aprile - Pierpaolo Vettori, scrittore italiano
- 19 aprile - Francesco Di Rosa, oboista italiano
- 19 aprile - Barbara Frittoli, soprano italiano
- 19 aprile - Philippe Saint-André, ex rugbista a 15 e allenatore di rugby a 15 francese
- 19 aprile - Hamzah Saleh, ex calciatore saudita
- 19 aprile - Cláudio Batista dos Santos, ex calciatore brasiliano
- 19 aprile - Maksim Anatol'evič Topilin, politico russo
- 19 aprile - Herri Torrontegui, pilota motociclistico spagnolo
- 19 aprile - Dar Williams, cantautrice statunitense
- 19 aprile - Nicola Zaghi, ex cestista italiano
- 19 aprile - Nunzio Zavettieri, allenatore di calcio italiano
- 20 aprile - Marco Hangl, ex sciatore alpino svizzero
- 20 aprile - Tahir Karapınar, allenatore di calcio, dirigente sportivo e ex calciatore turco
- 20 aprile - Leonardo Manera, comico, cabarettista e attore italiano
- 20 aprile - Alan McLoughlin, calciatore e allenatore di calcio irlandese († 2021)
- 20 aprile - Anouchka van Miltenburg, politica olandese
- 20 aprile - Mike Portnoy, batterista statunitense
- 20 aprile - Townsend Saunders, ex lottatore statunitense
- 20 aprile - Gilles Simeoni, avvocato e politico francese
- 20 aprile - Marlis Spescha, ex sciatrice alpina svizzera
- 20 aprile - Mari Yamazaki, fumettista giapponese
- 21 aprile - Irene Di Valmo, doppiatrice e scrittrice italiana
- 21 aprile - Jaka, cantante, musicista e disc jockey italiano
- 21 aprile - Bruno Orešar, ex tennista jugoslavo
- 21 aprile - Gianluca Tonetti, ciclista su strada italiano († 2023)
- 22 aprile - Loreta Asanavičiūtė, attivista lituana († 1991)
- 22 aprile - Bart Bowen, ex ciclista su strada e ciclocrossista statunitense
- 22 aprile - Vladimir Karabutov, pallanuotista russo
- 22 aprile - Sheryl Lee, attrice statunitense
- 22 aprile - Silvia Mezzanotte, cantante italiana
- 22 aprile - Cécile Nowak, ex judoka francese
- 22 aprile - Raiz, cantautore e attore italiano
- 22 aprile - Soterio Ramírez, cestista dominicano († 2024)
- 22 aprile - Angelo Rughetti, politico italiano
- 22 aprile - Sherri Shepherd, attrice, comica e personaggio televisivo statunitense
- 22 aprile - Kristi Terzian, ex sciatrice alpina statunitense
- 22 aprile - Juan Carlos Unzué, allenatore di calcio e ex calciatore spagnolo
- 22 aprile - Claudia Vegliante, attrice italiana
- 22 aprile - Harvey Williams, ex giocatore di football americano statunitense
- 23 aprile - Casty, fumettista italiano
- 23 aprile - Giacomo Danubio, fumettista italiano
- 23 aprile - Eleonora De Angelis, doppiatrice, direttrice del doppiaggio e dialoghista italiana
- 23 aprile - Paco García, allenatore di pallacanestro spagnolo
- 23 aprile - Melina Kanakaredes, attrice statunitense
- 23 aprile - Kim Hee-ae, attrice sudcoreana
- 23 aprile - Brent Muscat, chitarrista statunitense
- 23 aprile - Paul Tang, politico olandese
- 23 aprile - Steve Thull, generale lussemburghese
- 24 aprile - Lulëzim Bërshemi, ex calciatore albanese
- 24 aprile - Davide Colavini, attore, drammaturgo e comico italiano
- 24 aprile - Cristina De Stefano, giornalista e scrittrice italiana
- 24 aprile - Pio Del Gaudio, politico italiano
- 24 aprile - Inna Kaljužna, ex cestista ucraina
- 24 aprile - Shannon Larkin, batterista statunitense
- 24 aprile - Leslie Marx, ex schermitrice statunitense
- 24 aprile - Anna Oskarsson, ex cestista svedese
- 24 aprile - Dino Rađa, ex cestista croato
- 24 aprile - Patty Schemel, batterista statunitense
- 24 aprile - Gianluca Tiberti, ex pentatleta italiano
- 24 aprile - Jodi Willis-Roberts, ex atleta paralimpica australiana
- 25 aprile - Stefano Ayroldi, ex assistente arbitrale di calcio italiano
- 25 aprile - Maik Bullmann, ex lottatore tedesco
- 25 aprile - Salvatore Capone, politico italiano
- 25 aprile - Maurizio Gradin, fumettista italiano
- 25 aprile - Alan Kernaghan, allenatore di calcio e ex calciatore irlandese
- 25 aprile - Riccardo Lombardo, attore, doppiatore e direttore del doppiaggio italiano
- 25 aprile - Angel Martino, ex nuotatrice statunitense
- 25 aprile - Michele Mellara, regista italiano
- 25 aprile - Vladko Šalamanov, ex calciatore bulgaro
- 26 aprile - Eva Areskoug, ex cestista svedese
- 26 aprile - Tony Grinham, batterista e compositore britannico
- 26 aprile - Crescenza Guarnieri, attrice italiana
- 26 aprile - Cecilie Hollberg, storica tedesca
- 26 aprile - Ihor Tancjura, generale ucraino
- 26 aprile - Marianne Jean-Baptiste, attrice britannica
- 26 aprile - Kane, wrestler, attore e politico statunitense
- 26 aprile - Rainer Salzgeber, ex sciatore alpino austriaco
- 26 aprile - Andy Schmetzer, ex calciatore e ex giocatore di calcio a 5 statunitense
- 26 aprile - Günther Stranner, ex saltatore con gli sci austriaco
- 26 aprile - Valentine Strasser, politico e militare sierraleonese
- 26 aprile - Alf Kåre Tveit, ex calciatore norvegese
- 26 aprile - Toomas Tõniste, ex velista e politico estone
- 26 aprile - Tõnu Tõniste, ex velista estone
- 26 aprile - Gregory Watts, ex calciatore britannico
- 26 aprile - Nicolae Zamfir, ex calciatore rumeno
- 27 aprile - Goran Bogdanović, ex calciatore serbo
- 27 aprile - Stefania Bonfadelli, soprano italiano
- 27 aprile - Howard Davis, ex velocista giamaicano
- 27 aprile - Mario Gerosa, ex rugbista a 15, allenatore di rugby a 15 e dirigente sportivo argentino
- 27 aprile - Bridgette Gordon, ex cestista e allenatrice di pallacanestro statunitense
- 27 aprile - Willem-Alexander dei Paesi Bassi, re olandese
- 27 aprile - Roman Pylypčuk, allenatore di calcio e ex calciatore ucraino
- 27 aprile - Hanna Risku, docente finlandese
- 27 aprile - Erik Thomson, attore neozelandese
- 28 aprile - Michel Andrieux, ex canottiere francese
- 28 aprile - Claes Bang, attore danese
- 28 aprile - Paola Barale, conduttrice televisiva, attrice e showgirl italiana
- 28 aprile - Earl Barrett, ex calciatore inglese
- 28 aprile - Roberto Cavallo De Robertis, ex calciatore venezuelano
- 28 aprile - Marcelo Espina, allenatore di calcio e ex calciatore argentino
- 28 aprile - Melissa Fahn, doppiatrice, attrice teatrale e cantante statunitense
- 28 aprile - Jonathan Gilbert, attore televisivo statunitense
- 28 aprile - Dario Hübner, allenatore di calcio e ex calciatore italiano
- 28 aprile - Marco Perduca, politico italiano
- 28 aprile - Kari Wührer, attrice e cantante statunitense
- 28 aprile - Robert Žan, allenatore di sci alpino e ex sciatore alpino sloveno
- 29 aprile - Attila Ábrahám, ex canoista ungherese
- 29 aprile - Marcel Albers, pilota automobilistico olandese († 1992)
- 29 aprile - Valérie Devaux, ex schermitrice francese
- 29 aprile - Curtis Joseph, ex hockeista su ghiaccio canadese
- 29 aprile - Angelo Zanotti, ex atleta paralimpico e sciatore alpino italiano
- 30 aprile - Ariel Amarillo, allenatore di pallacanestro argentino
- 30 aprile - Roberto Begnis, ex arbitro di pallacanestro italiano
- 30 aprile - Phil Chang, cantante, compositore e conduttore televisivo taiwanese
- 30 aprile - Filipp Kirkorov, cantante, compositore e produttore discografico russo
- 30 aprile - Steven Mackintosh, attore britannico
- 30 aprile - Luca Marianantoni, giornalista e blogger italiano
- 30 aprile - J. R. Richards, cantante e attore statunitense